# Nino Borghi
Pour les articles homonymes, voir Borghi (homonymie).
Nino Borghi (né le 2 février 1918 à Milan, mort le 2 juillet 1994 à Vienne) est un chef décorateur italo-autrichien.

## Biographie
Fils d'un marchand de vin italien et d'une mère autrichienne, il étudie à l'académie des beaux-arts de Florence. Après la Seconde Guerre mondiale, il s'installe à Villach et commence à donner des spectacles d'opérette, par exemple lors de tournées avec Johannes Heesters. Plus tard, il travaille au Bürgertheater de Vienne. Grâce à l'architecte et professeur d'université Gustav Abel, il a accès au cinéma autrichien.
Borghi est impliqué de manière significative dans le cinéma franco-allemand des années 1960 et 1970 et travaille comme chef décorateur sur presque tous les films produits par Karl Spiehs. Le réalisateur viennois Franz Antel, qui est un ami de Nino Borghi, apprécie également l'art de Borghi. Borghi reçoit le Bundesfilmpreis en 1975 pour les décors de Karl May. À partir des années 1980, Borghi travaille presque exclusivement pour la télévision.
Borghi fut marié à Elfi Borghi, mannequin international dans les années 1960 et 1970. Tous deux sont enterrés dans une tombe au cimetière de Hernals.

## Filmographie
- 1953 : Die große Schuld (de)
- 1953 : Die Todesarena (de)
- 1956 : Die Magd von Heiligenblut (de)
- 1957 : Die Winzerin von Langenlois (de)
- 1957 : Der König der Bernina (de)
- 1958 : Die singenden Engel von Tirol (de)
- 1960 : Der Herr mit der schwarzen Melone
- 1960 : Das Dorf ohne Moral (de)
- 1961 : Die Gejagten (de)
- 1961 : Die Hazy Osterwald Story (de)
- 1961 : Demokrat Läppli (de)
- 1961 : Chikita (de)
- 1962 : Der Pastor mit der Jazztrompete
- 1963 : Dans les griffes de l'homme invisible (de)
- 1964 : Du grisbi pour Hong Kong
- 1964 : Die drei Scheinheiligen
- 1965 : Die Banditen vom Rio Grande
- 1966 : Der Mörder mit dem Seidenschal
- 1966 : Der Würger vom Tower
- 1966 : Guet-apens à Téhéran
- 1967 : La Chair et le Fouet (Das Rasthaus der grausamen Puppen)
- 1968 : Andrée ou Andréa
- 1968 : Le Château des passions sanglantes
- 1968 : Der Partyphotograph
- 1969 : Champagner für Zimmer 17 (de)
- 1969 : Les Folles Nuits de la Bovary
- 1969 : Commissaire X et les Trois Serpents d'or
- 1969 : Les petites chattes se mettent au vert
- 1970 : Von Haut zu Haut
- 1970 : Liebling, sei nicht albern
- 1970 : Musik, Musik – da wackelt die Penne
- 1970 : Schwarzer Nerz auf zarter Haut
- 1970 : Intimità proibita di una giovane sposa
- 1971 : Mon père, le singe et moi
- 1971 : Il y a toujours un fou
- 1972 : Tout se déchaîne au Wolfgangsee
- 1972 : Ils le baptisèrent Krambambuli
- 1972 : Elisabeth Kaiserin von Österreich (TV)
- 1972 : Une Coccinelle à toute allure
- 1972 : Die lustigen 4 von der Tankstelle (de)
- 1974 : Nichts als Erinnerung (TV)
- 1974 : Unterm Röckchen stößt das Böckchen
- 1974 : Ach jodel mir noch einen (de)
- 1974 : Karl May
- 1975 : Sweet Derriere (en) (Die Kleine mit dem süßen Po)
- 1975 : Ich denk' mich tritt ein Pferd
- 1975 : Die weiße Stadt (TV)
- 1975 : Kim & Co. (de) (TV)
- 1977 : Peter Voss, le voleur de millions (série télévisée)
- 1977 : Treize Femmes pour Casanova
- 1978 : Tod im November (TV)
- 1978 : Hiob (de) (TV)
- 1979 : Graf Dracula (beißt jetzt) in Oberbayern
- 1979 : Im Weißen Rößl (TV)
- 1979 : Götz von Berlichingen mit der eisernen Hand
- 1980 : Patricia, un voyage pour l'amour
- 1981 : Wie Böhmen noch bei Österreich war (TV)
- 1982 : Das Dorf an der Grenze: Kärnten 1948–1960 (TV)
- 1982–1983 : Die fünfte Jahreszeit (série télévisée)
- 1983 : Heimat, die ich meine (TV)
- 1984 : Les Orgies de Raspoutine (de)
- 1985 : Le Neveu de Beethoven